# Gron (Cher)
Gron ist eine französische Gemeinde mit 469 Einwohnern (Stand: 1. Januar 2022) im Département Cher in der Region Centre-Val de Loire. Sie gehört zum Kanton Avord (bis 2015: Kanton Baugy) und zum Gemeindeverband Communauté de communes La Septaine. 

## Geografie
Gron liegt im Berry etwa 27 Kilometer ostnordöstlich von Bourges. Umgeben wird Gron von den Nachbargemeinden Étréchy im Norden, Chaumoux-Marcilly im Osten und Nordosten, Couy im Osten, Villequiers im Süden und Südosten, Baugy im Süden sowie Villabon im Westen.
Durch die Gemeinde führt die Route nationale 151. Die Gemeinde liegt an der Via Lemovicensis, einem der vier historischen „Wege der Jakobspilger in Frankreich“.

## Bevölkerung
| Jahr      | 1793 | 1800 | 1872  | 1906 | 1931 | 1936 | 1946 | 1954 | 1962 | 1968 | 1975 | 1982 | 1990 | 1999 | 2006 | 2013 |
| --------- | ---- | ---- | ----- | ---- | ---- | ---- | ---- | ---- | ---- | ---- | ---- | ---- | ---- | ---- | ---- | ---- |
| Einwohner | 835  | 756  | 1.055 | 856  | 648  | 631  | 622  | 544  | 487  | 438  | 365  | 302  | 341  | 426  | 443  | 493  |

## Sehenswürdigkeiten
- Kirche Saint-Étienne aus dem 12. Jahrhundert (siehe auch: Liste der Monuments historiques in Gron (Cher))